# Gmina Žirovnica
Žirovnica – gmina w północno-zachodniej Słowenii. W 2010 roku liczyła 4000 mieszkańców. Siedziba władz gminy: Breznica 3, 4274 Žirovnica.

## Miejscowości
Miejscowości wchodzące w skład gminy Žirovnica:
- Breg
- Breznica
- Doslovče
- Moste
- Rodine
- Selo pri Žirovnici
- Smokuč
- Vrba
- Zabreznica
- Žirovnica – siedziba gminy